# Епархия Самбалпура
Епархия Самбалпура (лат. Dioecesis Sambalpurensis) — епархия Римско-Католической церкви c центром в городе Самбалпур, Индия. Епархия Самбалпура входит в митрополию Каттак-Бхубанесвара. Кафедральным собором епархии Самбалпура является церковь Святейшего Сердца Иисуса.  

## История
14 июня 1951 года Римский папа Пий XII выпустил буллу Novarum dioecesium, которой учредил епархию Самбалпура, выделив её из архиепархии Калькутты и епархий Нагпура и Ранчи.  
4 июля 1979 года епархия Самбалпура передала часть своей территории новой епархии Руркелы. 

## Ординарии епархии
- епископ Германн Вестерманн (14.06.1951 – 28.02.1974);
- епископ Raphael Cheenath (28.02.1974 – 1.07.1985) – назначен архиепископом Каттак-Бхубанесвара;
- епископ Lucas Kerketta (17.11.1986 – по настоящее время).

## Источник
- Annuario Pontificio, Ватикан, 2007
- Булла Novarum dioecesium, AAS 43 (1951), стр. 660  (лат.)